# Borzysławiec
Borzysławiec is een dorp in de Poolse woiwodschap West-Pommeren. De plaats maakt deel uit van de gemeente Goleniów en telt 90 inwoners.

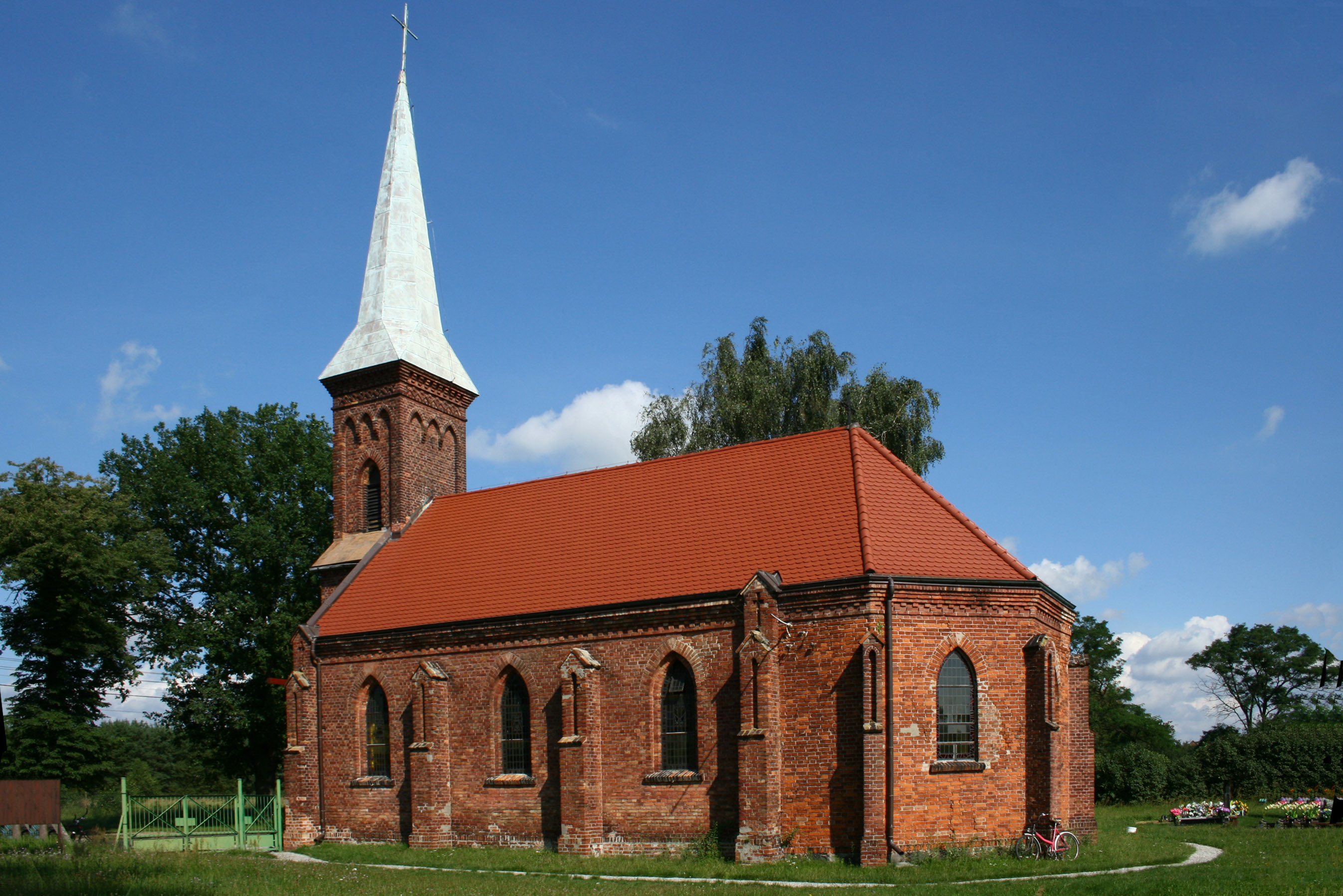
Kerk in Borzysławiec